# Seututie 714
Pour les articles homonymes, voir Route 714.
La route régionale 714 (finnois : Seututie 714) est une route régionale allant d'Alajärvi jusqu'à Soini en Finlande,,.

## Présentation
La seututie 714 est une route régionale d'Ostrobotnie du Sud.